# JC-virus
JC-virus är ett DNA-virus som tillhör familjen polyomavirus och är närbesläktat med BK-virus och SV40. Viruset upptäcktes 1971 och namnet kommer från initialerna hos en patient, John Cunningham, som led av den dödliga sjukdomen progressiv multifokal leukoencefalopati (PML) som viruset i sällsynta fall kan orsaka. 
Omkring 70 till 90 % av jordens befolkning bär på viruset och smittan sker i tidig ålder. Skillnader i virusets genetiska sekvens är kopplad till etnicitet så det används för att spåra folkvandringar och olika människogruppers ursprung. Viruset ligger oftast latent, till exempel i njuren. Det orsakar sällan några symptom men kan vid immunsupprimering aktiveras och skada bland annat njuren och hjärnan. Detektering sker med realtids-PCR.